# Cimitarra
Cimitarra ist eine Gemeinde (municipio) im Departamento Santander in Kolumbien.

## Geographie
Cimitarra liegt in Santander in der Provinz Carare, von der es die Hauptstadt ist, auf einer Höhe von 200 m ü. NN und hat eine Jahresdurchschnittstemperatur von etwa 30 °C. Cimitarra liegt ungefähr 200 km von Bucaramanga entfernt. An die Gemeinde grenzen im Norden Puerto Parra, im Nordwesten an Puerto Berrío und Yondó im Departamento Antioquia, im Osten Landázuri und im Süden Bolívar und Landázuri.

## Bevölkerung
Die Gemeinde Cimitarra hat 49.593 Einwohner, von denen 20.109 im städtischen Teil (cabecera municipal) der Gemeinde leben (Stand: 2019).

## Geschichte
Vor der Ankunft der Spanier war das Gebiet des heutigen Cimitarra vom indigenen Volk der Carare bewohnt. Dieses wurde jedoch fast vollständig ausgelöscht. Cimitarra selbst geht zurück auf eine Ortsgründung im Zuge der Eroberung des Gebietes 1536. Der Ort wurde jedoch erst ab 1922 wegen des Baus einer Eisenbahnstrecke besiedelt. Ziel der Regierung war die Erschließung der Region für die Gewinnung von Chinarinde, Erdöl und Kohle. Diese erste Besiedlung war jedoch finanziell nicht ertragreich. Eine zweite Siedlungsbewegung erfolgte ab 1936 mit der Fertigstellung einer Landstraße zwischen Barbosa und Puerto Berrío. Cimitarra wurde 1951 zum Corregimiento von Vélez. Seit 1966 hat Cimitarra den Status einer Gemeinde.

## Wirtschaft
Der wichtigste Wirtschaftszweig ist die Rinderproduktion, die 92 % der Fläche der Gemeinde einnimmt und in der 70 % der berufstätigen Bevölkerung arbeitet.